# 1036

## Esdeveniments

### Països Catalans
- Ermessenda de Montsoriu i Sicardis de Montsoriu es reparteixen l'herència familiar després de la mort sense descendència del seu germà i hereu, Arbert de Montsoriu.

### Món
- 5 de maig - Kioto, Japó: a la mort del seu pare Go-Ichijō, Go-Suzaku esdevé el 69è emperador del Japó.
- 13 de juny - Egipte: a la mort del seu pare per l'epidèmia de pesta que assola el país, puja al tron del califat Al-Mustànsir, sota la regència de la seva mare.
- 22 d'agost: Matrimoni de Ramir I d'Aragó amb Gisberga, filla del comte Bernat Roger de Bigorra.Roma: el Papa Benet IX és expulsat de la ciutat per primera vegada, retornant al cap de poc gràcies a l'ajuda de Conrad II.
- 10 de novembre - Magúncia, Sacre Imperi: es consagra la catedral, sota l'auspici de Conrad II i sent-ne arquebisbe, Bard de Magúncia.
- Auge del principat de Kíev amb l'ascensió al tron de Iaroslau I, en solitari, a causa de la mort del seu germà Mstislav.
- Apareix per primer cop el Sermó de la Flor a la literatura budista.

## Naixements
- Anselm de Lucca, bisbe italià. (m.1086)
- Sigelgaita de Salern, princesa longobarda. (m.1090)

## Defuncions

### Països Catalans
- Lleida: Hixam III, darrer califa Omeia de Còrdova. (n.c. 974/975)

### Món
- gener: Emilia de Gaeta, duquessa de Gaeta.
- 15 de maig: Go-Ichijō, 68è emperador del Japó. (n. 1008)
- 12 de juny: Tedald, bisbe d'Arezzo. (n.c.990)
- 13 de juny: Adh-Dhàhir, 7è califa fatimita. (n. 1005)
- Nàpols: Sergi IV de Nàpols, duc de Nàpols.
- Ghazni: Abu-Nasr Mansur, matemàtic persa. (n.970)
- Alfred Aetheling, noble anglès.
- Svein Knutsson, fill de Canut el Gran.